# Loft Story
Loft Story är en fransk dokusåpa som bygger på samma koncept som Big Brother. Programmet sändes i två säsonger, 2001 och 2002 på franska tv-kanalen M6 och leddes av Benjamin Castaldi. En franskspråkig kanadensisk version gjordes enligt den franska förlagan, Loft Story (Canada).
2007 fick programmet en uppföljare i Secret Story som är mer lik Big Brother-konceptet.